# Green Bay Packers 1972
La stagione 1972 dei Green Bay Packers è stata la 52ª della franchigia nella National Football League. Sotto la direzione del capo-allenatore al secondo anno Dan Devine, la squadra terminò con un record di 10-4, terminando prima nella Central Division della Western Conference, qualificandosi per i playoff per la prima volta dopo 4 anni e per la prima volta dall’addio di Vince Lombardi.
Nel 1972, Green Bay arrivò alla penultima gara della stagione regolare in casa dei Minnesota il 10 dicembre su un record di 8-4. I Vikings (7–5) avevano vinto la precedente gara al Lambeau Field grazie a due intercetti nel quarto periodo ritornati in touchdown. Questa volta, i Packers rimontarono uno svantaggio di 7–0 alla fine del primo tempo al Metropolitan Stadium segnando 23 punti consecutivi e conquistando il titolo di division. Il running back John Brockington divenne il primo giocatore della storia a correre 1.000 yard in entrambe le prime stagioni in carriera, e vi riuscì nuovamente l’anno successivo.
Il placekicker Chester Marcol stabilì un record NFL per un rookie per field goal segnati in una stagione (in seguito battuto). Fu la quindicesima e ultima stagione per il linebacker Hall of Famer Ray Nitschke.
Il successivo titolo di division per i Packers sarebbe giunto 23 anni dopo, nel 1995.

## Roster
| Roster dei Green Bay Packers nel 1971 |
| --- |
| Quarterback - Scott Hunter - Frank Patrick - Jerry Tagge Running Back - John Brockington - Bob Hudson - David Kopay - MacArthur Lane - Perry Williams - Ward Walsh Wide Receiver - Carroll Dale - Dave Davis - Paul Gibson - Leland Glass - Jon Staggers Tight End - Len Garrett - Pete Lammons - Rich McGeorge Offensive Linemen - Ken Bowman - Gale Gillingham - Bill Hayhoe - Dick Himes - Kevin Hunt - Bill Lueck - Francis Peay - Malcolm Snider - Cal Withrow - Keith Wortman Defensive Linemen - Bob Brown - Mike McCoy - Dave Pureifory - Alden Roche - Vernon Vanoy - Clarence Williams Linebacker - Fred Carr - Jim Carter - Tommy Crutcher - Larry Hefner - Ray Nitschke - Dave Robinson Defensive Back - Willie Buchanon - Ken Ellis - Charlie Hall - Jim Hill - Bob Kroll - Al Matthews - Ike Thomas Special Team - Chester Marcol - Ron Widby Squadra di allenamento - Charlie Napper QB                                                                                   |
| Legenda - I rookie sono in corsivo. - Il primo ruolo è il principale mentre gli eventuali successivi indicano i ruoli secondari. - (IR) sta per Injured Reserve ed indica la lista ristretta per un solo giocatore infortunato che può tornare ad allenarsi dopo la settimana 6 e a rientrare in prima squadra dopo che questa ha giocato 8 partite. - (NF-Inj.) / (NF-Ill.) stanno rispettivamente per Non-Football Injured e Non-Football Illness ed indicano le liste dove viene inserito un giocatore che ha un infortunio o una malattia non dipendente dal football americano. - (PUP) sta per Physically Unable to Perform ed indica la lista dove viene inserito un giocatore mentre è in attesa di recuperare la condizione fisica. Nella stagione regolare dopo la sesta partita giocata dalla propria squadra, il giocatore ha tempo tre settimane per riprendere ad allenarsi, più tre settimane aggiuntive dal suo rientro agli allenamenti per rientrare in prima squadra. |

## Calendario
| Stagione regolare |              |                        |           |        |                               |          |
| Turno             | Data         | Avversario             | Risultato | Record | Stadio                        | Pubblico |
| 1                 | 17 settembre | Detroit Lions          | P 17–17   | 0–0–1  | Lambeau Field                 | 50,861   |
| 2                 | 24 settembre | Chicago Bears          | V 13–10   | 1–0–1  | Lambeau Field                 | 50,861   |
| 3                 | 1 ottobre    | Atlanta Falcons        | V 23–0    | 2–0–1  | Milwaukee County Stadium      | 49,467   |
| 4                 | 8 ottobre    | at Detroit Lions       | V 27–17   | 3–0–1  | Tiger Stadium                 | 57,877   |
| 5                 | 15 ottobre   | Minnesota Vikings      | S 7–10    | 3–1–1  | Milwaukee County Stadium      | 49,601   |
| 6                 | 22 ottobre   | at New York Giants     | V 48–21   | 4–1–1  | Yankee Stadium                | 62,585   |
| 7                 | 30 ottobre   | at St. Louis Cardinals | V 31–23   | 5–1–1  | Busch Memorial Stadium        | 49,792   |
| 8                 | 5 novembre   | at Baltimore Colts     | S 10–13   | 5–2–1  | Memorial Stadium              | 60,238   |
| 9                 | 12 novembre  | Cleveland Browns       | V 55–7    | 6–2–1  | Milwaukee County Stadium      | 50,074   |
| 10                | 19 novembre  | San Francisco 49ers    | V 13–0    | 7–2–1  | Lambeau Field                 | 50,861   |
| 11                | 26 novembre  | at Chicago Bears       | V 17–13   | 8–2–1  | Wrigley Field                 | 47,513   |
| 12                | 3 dicembre   | at Minnesota Vikings   | V 30–27   | 9–2–1  | Metropolitan Stadium          | 47,693   |
| 13                | 9 dicembre   | at Los Angeles Rams    | S 24–27   | 9–3–1  | Los Angeles Memorial Coliseum | 76,637   |
| 14                | 17 dicembre  | Pittsburgh Steelers    | S 17–24   | 9–4–1  | Lambeau Field                 | 50,861   |

Note: gli avversari della propria conference sono in grassetto.
| Stagione regolare |              |                        |           |        |                          |          |
| Turno             | Data         | Avversario             | Risultato | Record | Stadio                   | Pubblico |
| 1                 | 17 settembre | at Cleveland Browns    | V 26–10   | 1–0    | Cleveland Stadium        | 75,771   |
| 2                 | 24 settembre | Oakland Raiders        | S 14–20   | 1–1    | Lambeau Field            | 56,263   |
| 3                 | 1 ottobre    | Dallas Cowboys         | V 16–13   | 2–1    | Milwaukee County Stadium | 47,103   |
| 4                 | 8 ottobre    | Chicago Bears          | V 20–17   | 3–1    | Lambeau Field            | 56,263   |
| 5                 | 16 ottobre   | at Detroit Lions       | V 24–23   | 4–1    | Tiger Stadium            | 54,418   |
| 6                 | 22 ottobre   | Atlanta Falcons        | S 9–10    | 4–2    | Milwaukee County Stadium | 47,967   |
| 7                 | 29 ottobre   | Minnesota Vikings      | S 13–27   | 4–3    | Lambeau Field            | 56,263   |
| 8                 | 5 novembre   | San Francisco 49ers    | V 34–24   | 5–3    | Milwaukee County Stadium | 47,897   |
| 9                 | 12 novembre  | at Chicago Bears       | V 23–17   | 6–3    | Soldier Field            | 55,701   |
| 10                | 19 novembre  | at Houston Oilers      | V 23–10   | 7–3    | Astrodome                | 41,752   |
| 11                | 26 novembre  | at Washington Redskins | S 16–21   | 7–4    | RFK Stadium              | 53,039   |
| 12                | 3 dicembre   | Detroit Lions          | V 33–7    | 8–4    | Lambeau Field            | 56,263   |
| 13                | 10 dicembre  | at Minnesota Vikings   | V 23–7    | 9–4    | Metropolitan Stadium     | 49,784   |
| 14                | 17 dicembre  | at New Orleans Saints  | V 30–20   | 10–4   | Tulane Stadium           | 65,881   |

Note: gli avversari della propria division sono in grassetto.

## Classifiche
| NFL Central       |    |   |   |      |     |       |     |     |     |
|                   | V  | S | P | %    | DIV | CONF  | PF  | PS  | STR |
| Green Bay Packers | 10 | 4 | 0 | .714 | 5–1 | 8–3   | 304 | 226 | V3  |
| Detroit Lions     | 8  | 5 | 1 | .607 | 2–4 | 6–5   | 339 | 290 | V1  |
| Minnesota Vikings | 7  | 7 | 0 | .500 | 4–2 | 6–5   | 301 | 252 | S2  |
| Chicago Bears     | 4  | 9 | 1 | .321 | 1–5 | 3–7–1 | 225 | 275 | S1  |